# Magic Johnson
Earvin "Magic" Johnson Jr. (14 d'agost de 1959, Lansing, Michigan, Estats Units d'Amèrica) és un jugador de bàsquet professional ja retirat que va jugar a Los Angeles Lakers, un equip de l'NBA. Després de guanyar campionats amb l'institut i amb la universitat, Johnson va ser escollit en el primer lloc del draft del 1979 pels Lakers. En la seva temporada com a rookie va guanyar el títol i l'MVP de les Finals de l'NBA, i durant la dècada del 1980 va aconseguir quatre anells de campió més amb els Lakers. Johnson es va retirar sobtadament el 1991 després d'anunciar que estava infectat per la sida, tot i que va tornar a les pistes per disputar l'All-Star Game de 1992, en el qual va guanyar l'MVP de l'All-Star Game. Després de rebre protestes per part dels seus companys d'equip, es va retirar per 4 anys més; finalment, el 1996 va tornar als Lakers per disputar 32 partits abans de deixar el bàsquet per tercera i última vegada.
Johnson va aconseguir molts reconeixements durant la seva carrera, incloent-hi tres MVPs de l'NBA, nou participacions en les Finals de l'NBA, dotze participacions en l'All-Star Game i deu nominacions a l'equip All-NBA. Va liderar la temporada regular de l'NBA en assistències quatre vegades, i actualment és el jugador amb la mitjana d'assistències per partit més alta de la història, amb 11,2. Johnson va ser membre del Dream Team, l'equip americà que va guanyar la medalla d'or als Jocs Olímpics de Barcelona '92.
Johnson va ser escollit com un dels 50 millors jugadors de la història de l'NBA el 1996, i fou admès al Basketball Hall of Fame el 2002. Va ser valorat com el millor base de la història de l'NBA de tots els temps per l'ESPN el 2007. Són mítiques la seva amistat i rivalitat amb l'estrella dels Boston Celtics, Larry Bird, al qual es va enfrontar en les Finals de l'NCAA de 1979 i en tres playoffs de l'NBA. Des que es va retirar, Johnson s'ha dedicat a la prevenció de la sida i del virus de la immunodeficiència humana (VIH), a la promoció del sexe segur, a la filantropia i també ha estat orador motivador.
EL 2016 és nomenat President d'Operacions de Basquetbol (President of Basketball Operations) de Los Angeles Lakers. El 9 Abril de 2019, Johnson anuncia la seva renúncia adduint el desig de tornar a un rol d'ambaixador a la NBA.

## Carrera amateur

### Primers anys
Earvin Johnson Jr. fou el sisè de deu fills d'Earvin Sr., un treballador de la General Motors, i Christine, una conserge escolar. Johnson va créixer a Lansing, Michigan, i va començar a apassionar-se pel bàsquet de ben jove; alguns dels seus ídols eren Earl Monroe i Marques Haynes.
Johnson fou anomenat per primera vegada "Magic" als 15 anys, quan jugava amb l'Institut Everett i va aconseguir un triple doble amb 36 punts, 18 rebots i 16 assistències. Després del partit, Fred Stabley Jr., redactor d'esports del Lansing State Journal, li va posar el sobrenom de "Magic" tot i la creença de la mare de Johnson, cristiana, que el malnom era sacríleg. En la seva última temporada a l'institut, Johnson va liderar Lansing Everett a un balanç de 27 victòries i una derrota amb una mitjana de 28,8 punts i 16,8 rebots per partit, portant finalment al seu equip a la victòria després d'una pròrroga a la final del campionat americà.

### Universitat de Michigan State
Tot i que Johnson era pretès per grans universitats com la Universitat d'Indiana o la UCLA, va decidir quedar-se a jugar prop de casa. Inicialment volia anar a la Universitat de Michigan, però finalment es va decantar per la Universitat de Michigan State a East Lansing, després que l'entrenador de bàsquet d'aquesta universitat, Jud Heathcote, li hagués promès que jugaria en la posició de base.
En un principi, Johnson no aspirava a arribar a jugar com a professional, sinó que es concentrava en els seus estudis de comunicació i en el seu desig d'esdevenir un comentarista de televisió. Jugant amb Greg Kelser, Jay Vincent i Mike Brkovich, que en un futur serien escollits al draft de l'NBA, Johnson va aconseguir una mitjana de 17,0 punts, 7,9 rebots i 7,4 assistències per partit com a jugador de primer any, i va liderar els Spartans de Michigan State a un balanç de 25-5, al títol de la Conferència Big-Ten i a un lloc a la Divisió I de laNCAA pel campionat de 1978. Els Spartans van arribar a l'Elite Eight, però finalment van perdre per un estret marge de punts davant el que seria finalment el campió nacional, Kentucky.
Durant la temporada 1978-79 de l'NCAA, Michigan State es va classificar de nou pel campionat de l'any següent, 1979, en el qual van arribar a la final i es van enfrontar a la Universitat d'Indiana State, liderada per Larry Bird. Aquest va ser el partit de bàsquet universitari més vist de la història; Michigan State va derrotar Indiana State per 75 a 64, i Johnson va ser votat com a millor jugador de la final a quatre de l'NCAA d'aquell any. Després de dos anys a la universitat, en els quals va aconseguir una mitjana de 17,1 punts, 7,6 rebots i 7,9 assistències, Johnson es va declarar eligible pel draft de l'NBA del 1979.

## Carrera professional

### Temporada com a rookie a l'NBA (1979-1980)
Johnson va ser escollit en el primer lloc del Draft el 1979 pels Los Angeles Lakers. Va declarar que el "més increïble" de fitxar pels Lakers era l'oportunitat de jugar al costat de Kareem Abdul-Jabbar, el pivot de l'equip (amb 2,18 m), que va esdevenir el millor anotador de la història de l'NBA. Malgrat les aportacions a l'equip d'un jugador com Abdul-Jabbar, no havia aconseguit guanyar cap anell amb els Lakers, i s'esperava que Johnson l'ajudés a fer-ho. En aquella temporada, Johnson va fer una mitjana de 18,0 punts, 7,7 rebots i 7,3 assistències per partit, fou escollit per l'Equip All-Rookie de l'NBA i ho fou també per disputar l'All-Star Game de l'NBA com a titular.
Els Lakers van finalitzar la temporada regular amb un balanç de 60-22 i van arribar a les Finals de l'NBA de 1980, en les quals s'enfrontaren als Philadelphia 76ers, liderats per l'aler Julius Erving. Els Lakers s'avançaren per 3-2, però Abdul Jabbar, que fins aquell moment havia anotat una mitjana de 33 punts per partit en la sèrie, al cinquè partit es va torçar el turmell i no va poder disputar el sisè partit. Paul Westhead va decidir posar Johnson de pivot; els Lakers van guanyar 123 a 107, i Johnson va aconseguir 42 punts, 15 rebots, 7 assistències i 3 pilotes recuperades tot jugant de base, d'aler i de pivot al llarg del partit. Amb aquests mèrits, va ser nomenat MVP de les Finals de l'NBA, esdevenint així el primer i fins ara únic rookie en aconseguir-ho. El seu excel·lent partit encara és recordat com un dels millors de la història de l'NBA. També va esdevenir un dels quatre únics jugadors que han aconseguit guanyar el títol de l'NCAA i de l'NBA en anys consecutius.

### Alts i baixos (1980–83)
A principis de la temporada 1980-81, Johnson va haver-se d'apartar de les pistes després de tenir un problema al cartílag del genoll esquerre. Va perdre's 45 partits i va declarar que durant la seva rehabilitació s'havia sentit "més malament que mai". Johnson va retornar just abans del començament dels playoffs del 1981; el llavors entrenador assistent (i futur entrenador principal) Pat Riley va comentar més endavant, però, que el retorn anticipat de Johnson va convertir els Lakers en un "equip dividit". Els Lakers, amb 54 victòries a la temporada regular, es van enfrontar en primera ronda als Houston Rockets, que posseïen un balanç de 40-42; Houston es va col·locar 2-1 en l'eliminatòria després que Johnson no toqués ni la cistella en un llançament a l'últim segon del tercer partit que podria haver donat la victòria als Lakers.
En el període entre temporades, Johnson va signar un contracte de 25 milions de dòlars i d'una duració de 25 anys amb els Lakers, el qual esdevingué el contracte de valor més elevat de la història de l'esport en aquell moment. Al començament de la temporada 1981-82, Johnson va tenir una acalorada discussió amb Westhead, a qui Johnson acusava de converior els Lakers en un equip "lent i predictible". Després que Johnson demanés el traspàs, el propietari dels Lakers, Jerry Buss, va despatxar Westhead i el va substituir per Pat Riley. Tot i que Johnson va denegar qualsevol responsabilitat sobre la marxa de Westhead va ser escridassat i xiulat fins i tot pels fans dels Lakers. Tot i aquests problemes extraesportius, Johnson va assolir una mitjana de 18,6 punts, 9,6 rebots, 9,5 assistències i 2,7 recuperacions per partit, i va ser escollit al Segon equip All-NBA d'aquella temporada. També va ser el tercer jugador, després de Wilt Chamberlain i Oscar Robertson, en aconseguir almenys 700 punts, 700 rebots i 700 assistències en una mateixa temporada. Els Lakers van passar totes les rondes dels playoffs i es van enfrontar a Philadelphia per segon cop en tres anys a les Finals. Després d'un triple doble de Johnson en el sisè partit, els Lakers van guanyar l'eliminatòria per 4-2, aconseguint l'anell de campió i el nomenament de Johnson com a MVP de les finals, que aconseguia per segona vegada. Durant l'eliminatòria contra els Sixers, Johnson va fer 16,2 punts (amb un 53,3% d'eficàcia en el tir), 10,8 rebots, 8,0 assistències i 2,5 recuperacions per partit. Més tard, Johnson va declarar que en aquesta tercera temporada va ser quan els Lakers van esdevenir realment un gran equip, i va donar el mèrit del seu èxit a Riley.
Durant la temporada 1982-83 de l'NBA, les mitjanes de Johnson varen ser de 16,8 punts, 8,6 rebots i 10,5 assistències per partit, i va ser inclòs per primera vegada al Primer equip de l'All-NBA. Els Lakers van arribar de nou a les finals d'aquella temporada, i per tercera vegada es van veure les cares amb els Sixers, que com a jugadors puntals tenien a Julius Erving i Moses Malone. Amb tres jugadors dels Lakers lesionats –Norm Nixon, James Worthy i Bob McAdoo–, els Lakers van ser derrotats pels Sixers, i Malone va ser coronat com a MVP de les finals. En aquesta sèrie, Johnson va fer 19,0 punts (amb una eficàcia en el tir del 40,3%), 7,8 rebots i 12,5 assistències per partit.

### Batalles contra els Celtics (1983–87)
Durant la seva cinquena temporada, Johnson va fer una mitjana de 17,6 punts, 8,3 rebots i 13,1 assistències (és a dir, una mitjana de doble doble). Els Lakers van arribar a les Finals per tercer any consecutiu, en les quals es van trobar per primera vegada amb els Celtics de Larry Bird. Els Lakers van guanyar el primer partit; en el segon guanyaven per dos punts quan faltaven 18 segons, però després d'una safata de Gerald Henderson, Johnson no va poder ni tan sols fer un llançament abans que sonés la botzina i, finalment, els Lakers van perdre 124-121 a la pròrroga. En el tercer partit, Johnson va aconseguir 21 assistències i la victòria per 137 a 104; en el quart partit, però, va cometre molts errors en el tram final del matx: en l'últim minut el pivot dels Celtics Robert Parish li va robar la pilota i, més tard, va fallar dos tirs lliures que li podrien haver donat la victòria. Els Celtics van guanyar aquest partit de nou a la pròrroga. Els dos partits següents, el cinquè i el sisè, van ser guanyats un per cada equip. En el partit decisiu, el setè, jugat a Boston, els Lakers perdien de tres punts en l'últim minut, i el base dels Celtics Dennis Johnson va robar la pilota a Johnson; aquesta jugada donava per acabada la sèrie i l'anell anava a parar a Boston. Durant les Finals, Johnson va fer 18,0 punts (amb una eficàcia en el tir del 56,0%), 7,7 rebots i 13,6 assistències. Més tard, Johnson va descriure aquesta sèrie com "el campionat que hauríem d'haver aconseguit però que mai vam tenir".
Durant la següent temporada regular Johnson va atènyer una mitjana de 18,3 punts, 6,2 rebots i 12,6 assistències per partit, i els Lakers van arribar de nou a les Finals de l'NBA, en les quals també novament es van enfrontar als Celtics. No van anar bé les coses pels angelins; en el primer partit van rebre 148 punts (rècord de punts en unes Finals de l'NBA) i van caure derrotats per 34 punts de diferència. En el segon partit, però, Abdul-Jabbar (que tenia 38 anys en aquell moment) va aportar 30 punts i 17 rebots al seu equip; en el cinquè també va ser clau, aportant 36 punts i situant el 3-2 a l'eliminatòria a favor de Los Angeles. En el sisè partit els Lakers també van aconseguir la victòria i l'anell de campió. Johnson va fer una mitjana de 18,3 punts (amb un 49,4% d'eficàcia en el tir), 6,8 rebots i 14,0 assistències per partit en les sèries pel títol, i posteriorment va comentar que aquest títol fou el moment més destacat de les seves carreres professionals.
Johnson, de nou, va tenir una mitjana de doble doble en la temporada 1985-86, amb 18,8 punts, 5,9 rebots i 12,6 assistències per partit. Els Lakers van arribar a les Finals de la Conferència oest però van ser incapaços de batre Houston, que van avançar a les Finals després d'una sèrie de cinc partits. En la següent temporada, Johnson va fer de mitjana 23,9 punts per partit (marca que seria la més alta de la seva carrera), així com 6,3 rebots i 12,2 assistències, estadístiques que el van portar a ser premiat amb el seu primer premi al millor jugador (MVP) de la temporada regular. Els Lakers es van enfrontar els Celtics per tercera vegada a les Finals del 1987; en el quart partit Johnson va encistellar un ganxo en l'últim segon de partit davant dels pivots rivals Parish i McHale per guanyar el partit per un ajustat 107-106. Aquesta cistella sobre la botzina, que Johnson va batejar com el "ganxo júnior, júnior, júnior", va ajudar a Los Angeles a batre Boston en sis partits i guanyar l'anell de nou. Johnson va ser premiat amb el seu tercer MVP de les Finals després d'aconseguir una mitjana de 26,2 punts (amb un 54,1% d'eficàcia en el tir), 8,0 rebots, 13,0 assistències i 2,33 recuperacions per partit.

### Repetició i davallada (1987–91)
Abans de començar la temporada 1987-88 de l'NBA, l'entrenador dels Lakers Pat Riley va prometre públicament que defensarien el títol de l'NBA, tot i que cap equip no l'havia guanyat dos anys seguits des del 1969. Johnson va tenir una altra temporada molt productiva, amb unes mitjanes de 19,6 punts, 6,2 rebots i 11,9 assistències per partit. En els playoffs de 1988, els Lakers van sobreviure en dues complicades sèries que varen acabar ambdues 4-3 (contra els Utah Jazz i els Dallas Mavericks) i van arribar a les Finals, en les quals s'enfrontaren als Detroit Pistons, que en aquella època eren coneguts com els "Bad boys" a causa del seu estil de joc basat en el físic. Els dos equips es van repartir les victòries en els primers sis partits; en el setè i definitiu encontre, l'aler dels Lakers James Worthy va fer un triple doble (36 punts, 16 rebots i 10 assistències), va ser nomenat MVP de les Finals i va liderar el seu equip a una victòria per 108-105. Tot i que no va ser premiat amb l'MVP, Johnson va fer una gran sèrie, amb una mitjana de 21,1 punts (amb un 55% d'eficàcia en el tir), 5,7 rebots i 13,0 assistències per partit.
En la temporada 1988-80, els 22,5 punts, 7,9 rebots i 12,8 assistències per partit de Johnson van fer que fos premiat amb el seu segon MVP de la temporada regular, i els Lakers van arribar a les Finals, en les quals es van trobar els Pistons per segon any consecutiu. Per desgràcia pels Lakers, però, Johnson va patir una lesió als isquiotibials durant el segon partit; Los Angeles no van ser rival per Detroit, que va guanyar la sèrie per 4-0.
Jugant ja sense Abdul-Jabbar, acabat de retirar, Johnson va guanyar el seu tercer MVP de l'NBA en la temporada 1989-90, en la qual va fer una mitjana de 22,3 punts, 6,6 rebots i 11,5 assistències per partit. De totes maneres, els Lakers van caure derrotats pels Phoenix Suns en les semifinals de la conferència oest; aquesta eliminació en playoffs va ser la que es produí més aviat en els últims nou anys. Johnson va jugar bé durant la temporada següent, amb mitjanes de 19,4 punts, 7,0 rebots i 12,5 assistències per partit, i els Lakers van arribar a les Finals del 1991, en les quals es van enfrontar als Chicago Bulls liderats per l'escorta Michael Jordan, considerat el millor jugador de la seva era i cinc vegades guanyador del trofeu de millor anotador de l'NBA. Tot i que les sèries es preveien com un enfrontament individual entre Johnson i Jordan, l'aler dels Bulls Scottie Pippen va fer una excel·lent defensa sobre Johnson, que tot i això va aconseguir fer dos triples dobles durant les Finals. Jordan, nomenat MVP d'aquestes Finals, va liderar els Bulls en una victòria global per 4-1. En les últimes sèries per l'anell de la seva carrera, Johnson va tenir unes mitjanes de 18,6 punts (amb un 43,1% d'eficàcia en el tir), 8,0 rebots i 12,4 assistències per partit.

### Anunci del VIH i els Jocs Olímpics de Barcelona (1991–92)
Després de les proves físiques d'abans de la temporada 1991-92 de l'NBA, Johnson va descobrir que havia donat positiu en el test del VIH. En una roda de premsa que va tenir lloc el 7 de novembre de 1991, Johnson va anunciar públicament que es retiraria immediatament. També va comentar que la seva dona Cookie i el seu futur fill no estaven infectats, i que dedicaria la seva vida a "lluitar contra aquesta mortal malaltia". Inicialment, Johnson va dir que no sabia com havia pogut contraure el virus, però més tard va reconèixer que va ser a causa de les múltiples companyies sexuals que va tenir durant la seva carrera. En aquella època, només un petit percentatge de gent infectada pel VIH l'havia contret a partir de sexe entre heterosexuals, i inicialment se sentien rumors que Johnson era gai o bisexual, tot i que ell va negar ambdues coses. L'anunci de Johnson va esdevenir una notícia molt important arreu dels Estats Units, i el 2004 va ser nomenada com el setè moment més memorable de l'ESPN dels últims 25 anys. Molts articles qualificaven a Johnson d'heroi, i l'expresident estatunidenc George H. W. Bush va dir "Per mi, Magic és un heroi, un heroi per qualsevol que estimi l'esport".
Tot i la seva retirada, Johnson va ser votat pels fans com a jugador titular per l'All-Star Game del 1992, encara que els seus excompanys d'equip Byron Scott i A. C. Green digueren que Johnson no hauria de jugar-lo, i molts d'altres jugadors de l'NBA, incloent-hi l'aler dels Jazz Karl Malone, argumentaren que estarien en perill de ser contaminats si Johnson sofrís una ferida oberta durant el transcurs del partit. Johnson va liderar l'Oest a una victòria per 153 a 113 i va ser coronat MVP de l'All-Star Game després d'anotar 25 punts, agafar 5 rebots i donar 9 assistències. El partit va finalitzar després d'un triple seu en l'últim minut, i els jugadors d'ambdós equips van córrer cap a ell per felicitar-lo.
Johnson va ser escollit per competir en els Jocs Olímpics de Barcelona 1992 amb la selecció de bàsquet dels Estats Units, més tard coneguda com el Dream Team a causa de les estrelles NBA que integraven la seva plantilla. Durant el torneig, que finalment van guanyar els Estats Units, Johnson va jugar de manera intermitent a causa d'un problema al genoll, tot i que va rebre nombroses ovacions del públic; també va aprofitar l'oportunitat per ajudar gent infectada pel virus VIH.

### Després dels Jocs i vida posterior
Just abans de la temporada 1992-93 de l'NBA, Johnson va anunciar la seva intenció de retornar a l'NBA. Després de practicar i jugar en diversos partits de pretemporada, va decidir retornar al retir abans de començar la temporada regular a causa de l'oposició de molts jugadors en actiu. Durant el temps fora de les pistes, Johnson va escriure un llibre sobre sexe segur, va dirigir diverses empreses, va treballar com a comentarista per l'NBC i va fer un tour per Àsia i Austràlia amb un equip de bàsquet format per exjugadors universitaris i exjugadors de l'NBA.
Va tornar a l'NBA com a entrenador dels Lakers prop de la fi de la temporada 1993-94 de l'NBA, reemplaçant Randy Pfund. Després de perdre cinc partits de sis, Johnson va anunciar que deixaria el càrrec en finalitzat la temporada; en comptes d'entrenar va decidir comprar un 5% de les accions de l'equip el juny del 1994. Durant la temporada següent, a l'edat de 36 anys, Johnson va intentar per tercera vegada el retorn a les pistes com a jugador. Jugant d'aler-pivot, va tenir una mitjana de 14,6 punts, 5,7 rebots i 6,9 assistències per partit en els últims 32 partits de la temporada. Després que els Lakers perdessin davant els Rockets en la primera ronda de playoffs, Johnson es va retirar permanentment; va dir, "Me'n vaig per decisió pròpia, cosa que no podia dir quan vaig decidir no retornar a les pistes el 1992".

## Fora les pistes

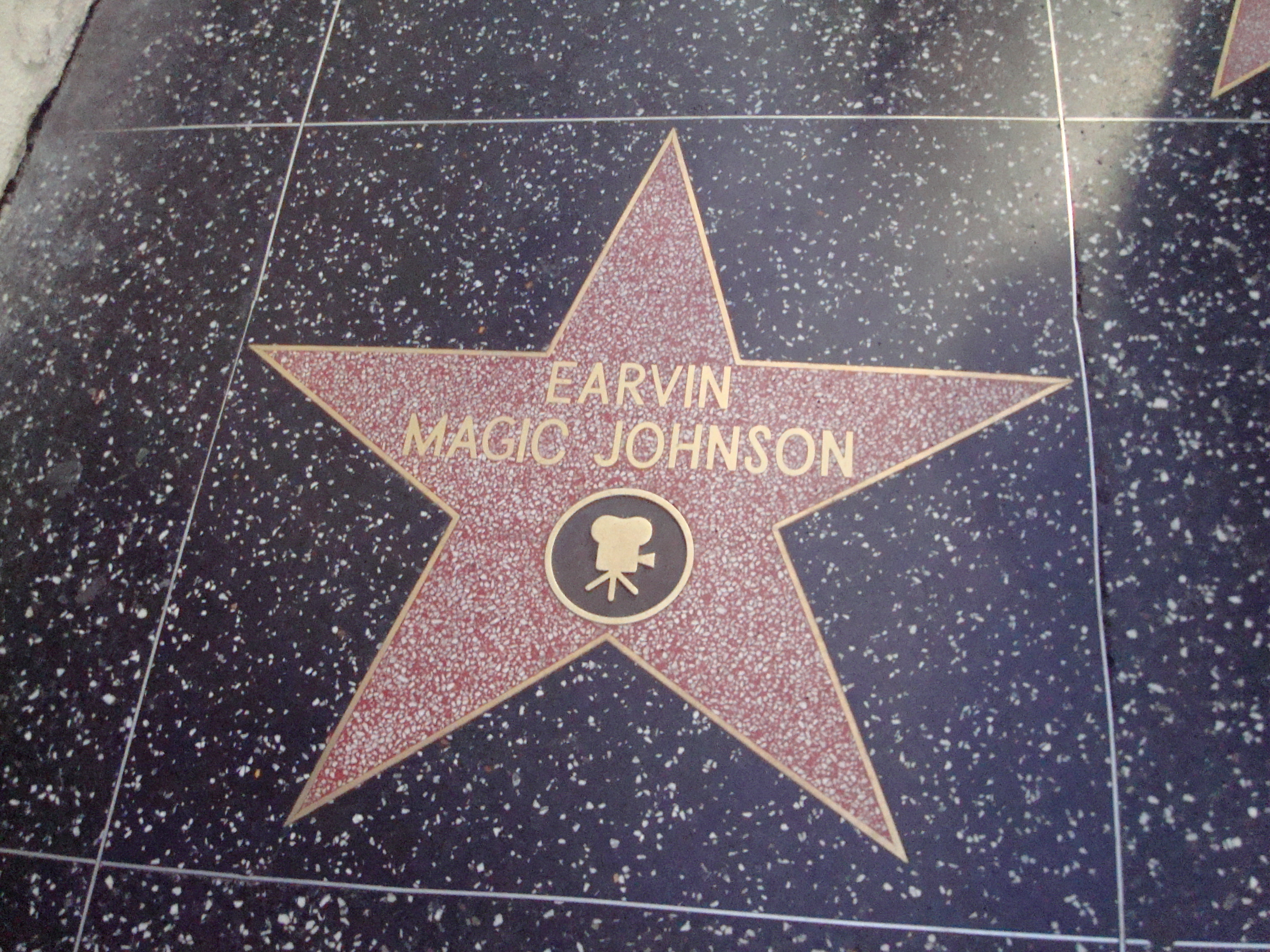
L'estrella de Magic Johnson en el Passeig de la Fama de Hollywood.

A Johnson se'l recorda -a part de la seva faceta com a jugador- per ser una persona molt atenta i correcta amb la premsa, amb els companys, amb els aficionats i, en resum, per ser una persona que es portava bé amb tothom.

### Vida personal
El primer fill de Johnson, Andre Johnson, va néixer el 1981 de Melissa Mitchell. Tot i que Andre va ser cuidat per la seva mare, el fill visitava el pare cada estiu, i a data d'octubre de 2005 treballava per Magic Johnson Enterprises com a director de màrqueting. El 1991, Johnson es va casar amb Earlitha "Cookie" Kelly, amb qui va tenir un altre fill, Earvin III; la parella va adoptar una altra filla, Elisa, el 1995.

### Figura dels mitjans de comunicació i interès pels negocis
El 1998 Johnson va dirigir un programa de tertúlia als vespres a la cadena Fox anomenat The Magic Hour (en català L'hora màgica), però va ser cancel·lat al cap de dos mesos a causa de la baixa quota de pantalla. Johnson també posseeix Magic Johnson Enterprises, una companya valorada en 700 milions de dòlars; les seves filials inclouen Magic Johnson Productions, una companya dedicada a la promoció, Magic Johnson Theaters, una cadena de cinemes, i Magic Johnson Entertainment, un estudi de cinema. Johnson també va treballar com a orador motivador. Dona suport al Partit Demòcrata dels Estats Units; el 2005, va donar suport al candidat a governador de Califòrnia Phil Angelides, i la candidata Hillary Clinton a la presidència dels Estats Units. Johnson va ser comentarista de l'NBA per la Turner Network Television (TNT) durant set anys, abans de convertir-se en un analista pel programa NBA Countdown de l'ESPN el 2008. Des del 1994, Johnson és un propietari menor dels Lakers, havent pagat més de 10 milions de dòlars. També posseeix el títol de vicepresident de l'equip. El 2006 Johnson va signar un contracte amb l'empresa de serveis de menjar Sodexo USA i es va crear Sodexo-Magic.

### Activisme pel VIH

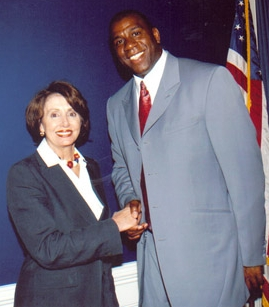
El 2003 Johnson es va reunir amb Nancy Pelosi per discutir sobre l'assistència federal pels afectats per la sida.

Després d'anunciar la seva infecció el novembre de 1991, Johnson va crear la Fundació Magic Johnson per ajudar a combatre el VIH, tot i que posteriorment va diversificar els objectius de la Fundació per incloure altres objectius caritatius. El 1992 va afegir-se a la National Commission on AIDS (en català Comissió nacional per la sida), però va abandonar-la al cap de vuit mesos argumentant que no feien prou per combatre la malaltia. També va ser el portaveu principal de les Nacions Unides durant el Dia Mundial de la Sida el 1999, i també ha estat Missatger de la pau de les Nacions Unides.
El VIH havia estat associat amb la drogoaddicció i amb l'homosexualitat, però les campanyes informatives de Johnson buscaven mostrar que el risc d'infecció no estava limitat a aquests grups de persones. Johnson va declarar que el seu objectiu era "ajudar a educar a tota la gent sobre què és el VIH" i ensenyar a d'altres a no "discriminar persones infectades per la sida". Johnson va ser criticat més tard pel decreixement de la seva activitat en la divulgació dels problemes i de la ràpida expansió del virus.
Per prevenir que la seva infecció del VIH esdevingui sida, Johnson es pren un antiretroviral cada dia. Va participar en la publicitat de GlaxoSmithKline (un tractament pel VIH), i va col·laborar amb Abbott Laboratories per difondre la lluita contra la sida en territoris afroamericans.

### Los Angeles Lakers
El febrer de 2017 va ser nomenat President d'Operacions de Basquetbol (President of Basketball Operations) dels Los Angeles Lakers.

## Èxits de la carrera

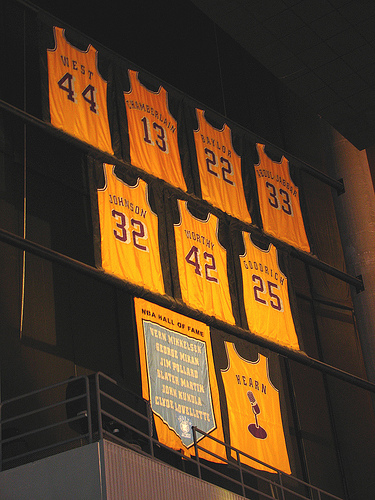
La samarreta amb el número 32 de Johnson va ser retirada pels Los Angeles Lakers el 1992.

En 905 partits en l'NBA, Johnson va anotar 17.707 punts, va agafar 6.559 rebots i va donar 10.141 assistències, la qual cosa es tradueix en mitjanes de 19,5 punts, 7,2 rebots i 11,2 assistències per partit durant la seva carrera. Johnson comparteix el rècord d'assistències en un partit de playoff (24), posseeix el rècord d'assistències en un partit de les Finals (21), i és el jugador amb més assistències durant els playoffs (2.346). Té també el rècord d'assistències en un All-Star Game (22) i també el rècord d'assistències en All-Star Games (127).
Johnson va introduir un estil de joc ràpid que fou anomenat "Showtime" (podria ser traduït com Temps d'espectacle), descrit com una barreja de "passades sense mirar en contraatac, passades precises d'alley-oop des del mig del camp, passades amb efecte i passades per sobre el cap a través de defenses de tres contra un". El seu company als Lakers Michael Cooper va dir "hi ha hagut vegades que [Johnson] ha llançat passades que jo no tenia ni idea d'on anaven dirigides. Llavors un dels nostres agafava la pilota i anotava; després jo baixava a defensar convençut que la pilota havia hagut de passar a través d'algú." Johnson era excepcional perquè jugava de base tot i els seus 2,06 m, altura normalment reservada per jugadors interiors. Combinava la talla d'un aler-pivot, l'habilitat en l'u contra u d'un escorta i el domini de pilota d'un base, convertint-lo això en un dels millors especialistes a aconseguir triples dobles de tots els temps; en va aconseguir 138, el segon en la història de la lliga només per darrere d'Oscar Robertson (181).
Gràcies a tots aquests èxits, Johnson va ser votat per estar entre els 50 millors jugadors de la història de l'NBA el 1996, i va ser acceptat al Basketball Hall of Fame el 2002. L'ESPN va classificar Johnson com el 17è de la seva llista dels "50 millors atletes del segle XX" El 2006, ESPN.com va qualificar Johnson com el millor base de tots els temps, i va declarar que "podria ser discutit si va ser l'únic jugador de la història de l'NBA que va ser millor que Michael Jordan"; d'igual manera, Wilt Chamberlain, únic jugador en anotar 100 punts en un partit, va comentar que "Jordan era un gran jugador de bàsquet, però Magic va ser el millor, perquè ho feia tot, absolutament tot." El 2002 Johnson va ser guardonat amb el premi Marca Leyenda pel Diari Marca.
Diversos dels assoliments individuals de Johnson han estat nomenats entre els millors moments de l'NBA.
El 2025 el President dels Estats Units Joe Biden li concedí la Medalla Presidencial de la Llibertat.

### Rivalitat amb Larry Bird
Johnson i Bird van ser considerats rivals per primera vegada després que l'equip de Johnson, Michigan State, guanyés el de Bird, Indiana State, en les Finals de l'NCAA de 1979. La rivalitat va continuar a l'NBA, i va arribar al seu clímax quan Boston i Los Angeles es van enfrontar en tres de quatre Finals de l'NBA entre el 1984 i el 1987. Johnson va comentar que, per ell, la temporada regular de l'NBA, de 82 partits, estava composta de 80 partits normals i de 2 partits Lakers-Celtics. De manera similar, Bird va admetre que el primer que feia en aixecar-se al matí era mirar les estadístiques del vespre anterior de Johnson.
Molts periodistes tenien la hipòtesi que la rivalitat Johnson-Bird era tan atractiva perquè representava molts contrasts, com ara el xoc entre els Lakers i els Celtics, entre l'ostentació de Hollywood ("Showtime") i la pols dels treballadors de Boston i Indiana ("Celtic Pride") i entre blancs i negres. La rivalitat també fou molt significant perquè va retornar l'atenció del país a una NBA vacil·lant: abans de l'arribada de Jonhson i Bird, la lliga havia passat per una dècada de poc interès pel públic i de molt baixa quota de pantalla a la televisió. Amb els dos futurs membres del Hall of Fame, la lliga va guanyar una nova generació de fans, portant tant els admiradors del joc tradicional de Bird com els del joc espectacular i fantasiós de Johnson. El periodista esportiu Larry Schwartz de l'ESPN va afirmar que Johnson i Bird van salvar l'NBA de la fallida.
Tot i la seva rivalitat dins les pistes, Johnson i Bird van esdevenir bons amics; irònicament van començar a forjar la seva amistat durant la filmació d'un anunci per unes sabates Converse el 1994 que els mostrava com enemics. Johnson va ser present a la cerimònia de retir de Bird el 1992, i va descriure el jugador dels Celtics com un "amic per sempre"; durant la cerimònia d'adhesió de Johnson al Basketball Hall of Fame, de manera semblant, Bird va ser qui fa oficiar l'acte.

## Obres

### Biografies
L'autobiografia de Johnson és Johnson, Earvin. Random House. Magic Johnson: My Life (en anglès), 1992. ISBN 0449222543. Altres biografies són:
- Haskins, James. Enslow Publishers. Magic: A Biography of Earvin Johnson (en anglès), 1981. ISBN 0-89490-044-7.
- Gutman, Bill. Harper Paperbacks. Magic: More Than a Legend (en anglès), 1991. ISBN 0-06-100542-8.
- Morgan, Bill. The Magic: Earvin Johnson (en anglès), 1991. ISBN 0-606-01895-6.
- Gutman, Bill. Millbrook Press. Magic Johnson: Hero On and Off the Court (en anglès), 1992. ISBN 1-56294-287-5.
- Johnson, Rick L. Dillon Press. Magic Johnson: Basketball's Smiling Superstar (en anglès), 1992. ISBN 0-87518-553-3.
- Rozakis, Laurie. Rourke Enterprises. Magic Johnson: Basketball Immortal (en anglès), 1993. ISBN 0-86592-025-7.
- Schwabacher, Martin. Chelsea Juniors. Magic Johnson (Junior World Biographies) (en anglès), 1993. ISBN 0-7910-2038-X.
- Bork, Günter. Copress-Verl. Die großen Basketball Stars (en alemany), 1994. ISBN 3-7679-0369-5.
- Frank, Steven. Chelsea House Publishers. Magic Johnson (Basketball Legends) (en anglès), 1994. ISBN 0-7910-2430-X.
- Bork, Günter. Copress-Verl. Basketball Sternstunden (en alemany), 1995. ISBN 3-7679-0456-X.
- Blatt, Howard. Pocket Books. Magic! Against The Odds (en anglès), 1996. ISBN 0-671-00301-1.
- Rosner, Mark. Hyperion ESPN Books. Earvin "Magic" Johnson: The Star of Showtime (en anglès), 1999, p. 251–52. (a ESPN SportsCentury)
- Gottfried, Ted. F. Watts. Earvin Magic Johnson: Champion and Crusader (en anglès), 2001. ISBN 0-531-11675-1.

### Obres pròpies
- Johnson, Earvin "Magic". Addison-Wesley Pub. Co. Magic's Touch: From Fundamentals to Fast Break With One of Basketball's All-Time Greats (en anglès), 1992. ISBN 0-201-63222-5.
- Johnson, Earvin "Magic". Times Books. What You Can Do to Avoid AIDS (en anglès), 1996. ISBN 0-8129-2844-X.
  - (versió actualitzada de Johnson, Earvin "Magic". Times Books. Unsafe Sex in the Age of AIDS (en anglès), 1992. ISBN 0-8129-2063-5.)